# Shannonomyia (Shannonomyia) subexillipes
Shannonomyia (Shannonomyia) subexillipes is een tweevleugelige uit de familie steltmuggen (Limoniidae). De soort komt voor in het Neotropisch gebied.